# Cernach mac Fergusa
Cernach mac Fergusa (mort en 805)  est un roi de roi de Sud-Brega issu du sept Uí Chernaig de Lagore du Síl nÁedo Sláine lignée des Uí Néill du sud. Il est le fils de Fergus mac Fogartaig (mort en 751) et le frère de Máel Dúin mac Fergusa (mort en 785) et d'Ailill mac Fergusa (mort en 800), précédents rois.
Cernach succède à son frère comme Roi de Lagore mais le royaume de  Sud-Brega est tenu ensuite par un sous-sept des Uí Chernaig, le Síl Conaill Graint établi à Calatrium. Il règne comme roi de Logore de  800 à 805. Lors de sa mort son entrée dans les annales, le désigne comme rex Locha Gabor -c'est-à-dire roi de Lagore. Le titre de roi Loch Gabor est utilisé lorsque les membres de ce sept n'était pas roi de Sud-Brega titre porté par le sous-sept Síl Conaill Graint.